# Marntallåsen
Marntallåsen är ett naturreservat i Bergs kommun i Jämtlands län.
Området är naturskyddat sedan 2003 och är 4 058 hektar stort. Reservatet omfattar en sydsluttning av Oviksfjällen och består av myrar, skogar och bäckar. Flera dalar sträcker sig genom reservatet. 